# Lycocerus insulsus
Lycocerus insulsus là một loài bọ cánh cứng trong họ Cantharidae. Loài này được Harold miêu tả khoa học năm 1878.